# Канхваський договір
Канхва́ський до́говір (кор. 江華島條約, 강화도조약) — угода між урядами Японії та Чосонської Кореї, підписана 26 лютого 1876 на острові Канхва. Офіційна назва — Японсько-корейська угода про дружбу (яп. 日朝修好条規, にっちょうしゅうこうじょうき; кор. 朝日修好條約, 조일수호조약).
Укладена за ініціативи японського уряду в результаті Канхваського інциденту 1875.
Підписана з японської сторони Куродою Кійотакою та Іноуе Каору; з корейської сторони — Сін Хоном та Юн Часином. Набула чинності з дня підписання.
24 серпня 1876 доповнена протоколом, за яким Корея зобов'язувалася відкрити свої порти для японських купців. Мав характер нерівноправного договору: в односторонньому порядку надавав в усім японським громадянам, що перебували в Кореї, право екстериторіальності, дозволяв обіг японської валюти на території Кореї, скасовував митні обмеження на імпорт японських товарів.
Відновлювала мир між обома державами та завершувала період багатовікової ізоляції корейської держави. 